# Дамола Осайомі
Дамола Осайомі  (англ. Damola Osayomi, 26 червня 1986) — нігерійська легкоатлетка, олімпійська медалістка.

## Виступи на Олімпіадах
| Олімпіада  | Дисципліна              | Місце     |
| ---------- | ----------------------- | --------- |
| Афіни 2004 | естафета 4 x 100 метрів | 7         |
| Пекін 2008 | біг на 100 метрів       | 8 h2 r3/4 |
| Пекін 2008 | біг на 200 метрів       | 6 h2 r2/4 |
| Пекін 2008 | естафета 4 x 100 метрів | 3         |